# James V. Hartinger

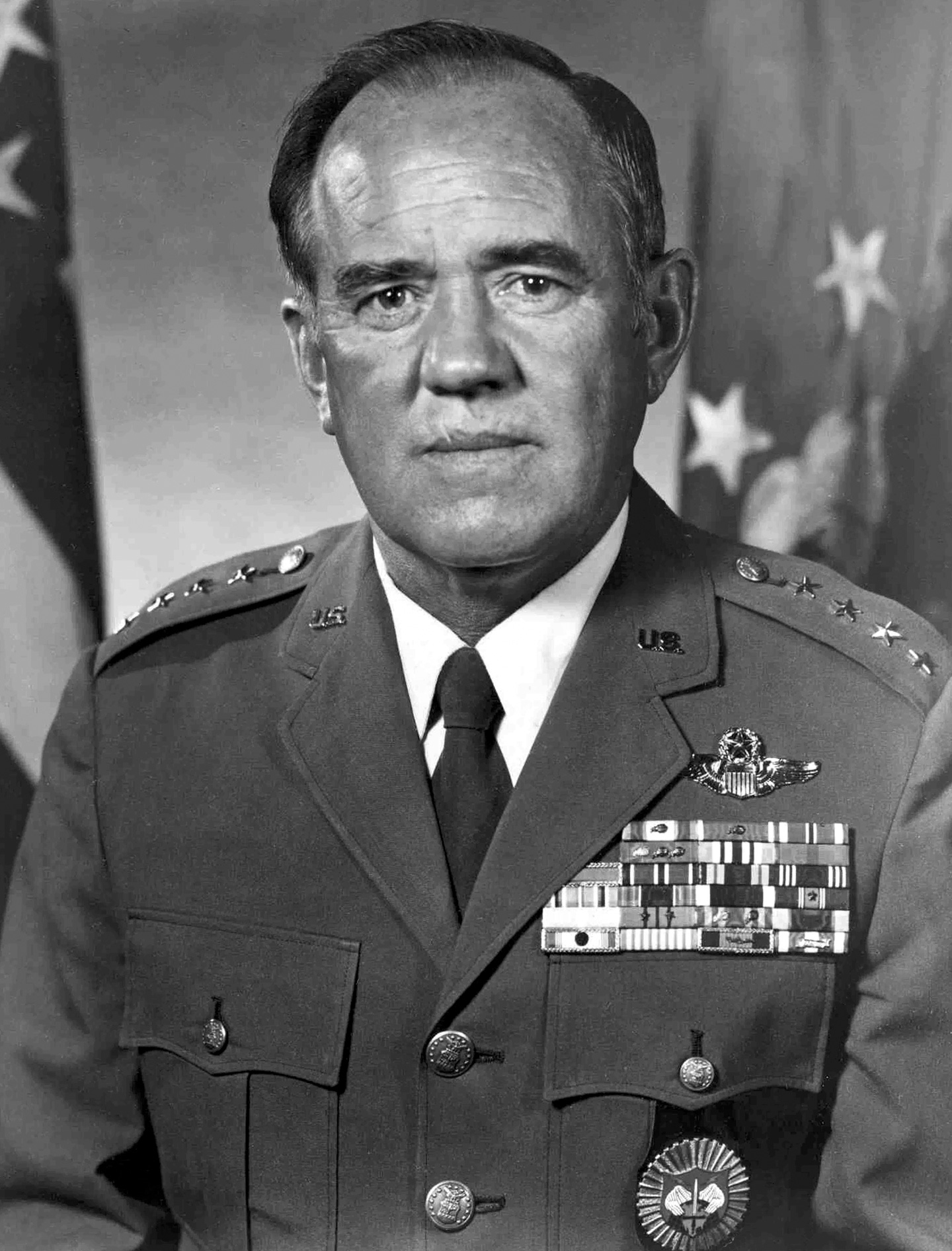
James V. Hartinger

James Vincent Hartinger (* 17. April 1925 in Middleport, Meigs County, Ohio; † 9. Oktober 2000 in Colorado Springs, El Paso County, Colorado) war ein General der United States Air Force. Er war unter anderem Kommandeur des Air Force Space Commands und des North American Aerospace Defense Commands (NORAD).
Im Jahr 1943 wurde er während des Zweiten Weltkriegs zur United States Army einberufen und der Infanterie zugeteilt, wo er bis zum Sergeant aufstieg. Nach dem Krieg durchlief er in den Jahren von 1945 bis 1949 die United States Military Academy in West Point. Nach seiner Graduation wechselte er zur United States Air Force, in der er im Verlauf der Jahre vom Leutnant bis zum Vier-Sterne-General aufstieg.
Im Lauf seiner militärischen Karriere absolvierte er verschiedene Kurse und Schulungen. Dazu gehörten unter anderem eine Ausbildung zum Kampfpiloten und weitere Fortbildungskurse als Pilot neuer Flugzeugtypen; die Squadron Officer School auf der Maxwell Air Force Base in Alabama und das Industrial College of the Armed Forces in Fort Lesley J. McNair in Washington, D.C. Außerdem erhielt er einen akademischen Grad von der George Washington University.
In seinen frühen Jahren als Offizier der Luftwaffe war er an verschiedenen Stützpunkten stationiert. Dabei war er als Pilot, Flugausbilder oder Stabsoffizier bei unterschiedlichen Einheiten tätig. Dazwischen absolvierte er die erwähnten Schulungen. Anfang der 1950er Jahre war er auf der Air Base in Fürstenfeldbruck stationiert, wo er dem 36. Bombergeschwader (36th Fighter-Bomber Wing) angehörte. Zwischen Dezember 1952 und Juli 1953 war er auf der Kunsan Air Base in Südkorea stationiert. Dort gehörte er dem 474. Bombergeschwader (474th Fighter-Bomber Wing) an. Dabei flog er im Rahmen des Koreakriegs auch mehrere Kampfeinsätze.
In den folgenden Jahren setzte er seine Laufbahn unterschiedlichen Funktionen und Standorten in den Vereinigten Staaten fort. Zwischen 1958 und 1962 gehörte er dem Stab des Hauptquartiers der Luftwaffe in Washington D.C. an. Danach war er unter anderem Stabsoffizier bei den Pacific Air Forces, die auf der Hickham Air Force Base in Hawaii ihr Hauptquartier haben. Zwischen Dezember 1966 und Dezember 1967 war James Hartinger im Vietnamkrieg eingesetzt. Dabei flog er über 100 Kampfeinsätze.
Im Jahr 1968 wurde er auf die Nellis Air Force Base in Nevada versetzt. Dort leitete er als test director die Erprobung von F111-Kampfflugzeugen. Anschließend übernahm er auf der McConnell Air Force Base in Kansas das Kommando über das 23. Taktische Kampfgeschwader (23rd Tactical Fighter Wing). Im Juni 1970 übernahm er die Leitung der Stabsabteilung für Planungen beim NORAD. Dieses Amt bekleidete er bis zum Mai 1973, als er auf die Maxwell AFB versetzt wurde, wo er die Leitung des Air War Colleges übernahm, die er bis zum Juli 1975 innehatte.
Zwischen Juli 1975 und Juni 1978 kommandierte James Hartinger auf der Shaw Air Force Base in South Carolina die 9. Luftflotte (Ninth Air Force), die dem Tactical Air Command unterstand. Daran schloss sich eine Versetzung zur Bergstrom Air Force Base in Texas an. Dort kommandierte er bis zum Dezember 1979 die 12. Luftflotte, die ebenfalls dem Tactical Air Command unterstand.
Am 1. Januar 1980 übernahm er das Kommando über den North American Aerospace Defense Command (NORAD). Am 1. September 1982 erhielt er zusätzlich das Kommando über das neugegründete Air Force Space Command. Beide Kommandos befanden sich auf der Peterson Air Force Base in Colorado. Hartinger behielt diese Ämter bis zum 30. Juli 1984, als er von Robert T. Herres in beiden Funktionen abgelöst wurde. Anschließend schied er aus dem aktiven Militärdienst aus.
Während seiner aktiven Zeit als Militärpilot absolvierte er über 5000 Flugstunden auf verschiedenen Flugzeugtypen.
Nach seiner Pensionierung war James Hartinger unter anderem Berater einiger Firmen, die im Verteidigungsbereich tätig waren. Außerdem engagierte er sich bei einigen Non-Profit-Organisationen. Er starb am 9. Oktober 2000 in Colorado Springs an den Folgen einer Alzheimer-Erkrankung.

## Orden und Auszeichnungen
James Hartinger erhielt im Lauf seiner militärischen Laufbahn unter anderem folgende Auszeichnungen:
- Defense Distinguished Service Medal
- Air Force Distinguished Service Medal
- Legion of Merit
- Distinguished Flying Cross
- Air Medal
- Air Force Commendation Medal
- Combat Readiness Medal